# بورجو کارا
بورجو کارا (انگلیسی: Burcu Kara؛ زادهٔ ۱ مارس ۱۹۸۰) بازیگر اهل ترکیه است. وی از سال ۲۰۰۴ میلادی تاکنون مشغول فعالیت بوده‌است.